# Березняки (Пушкинский городской округ)
Березняки — деревня в Пушкинском районе Московской области России, входит в состав сельского поселения Царёвское. Население — 24 чел. (2010).

## География
Расположена на севере Московской области, в восточной части Пушкинского района, примерно в 17 км к северо-востоку от центра города Пушкино и 32 км от Московской кольцевой автодороги, на реке Талице бассейна Клязьмы, западнее города Красноармейска.
В 4 км к западу — Ярославское шоссе М8, в 4 км к югу — Московское малое кольцо А107, в 3 км к северо-востоку — ветка линии Ярославского направления Московской железной дороги Софрино — Красноармейск. Ближайшие населённые пункты — деревни Васюково, Никулино и Чекмово.

## Население
| 1859 | 1890 | 1899 | 1926 | 2002 | 2006 | 2010 |
| ---- | ---- | ---- | ---- | ---- | ---- | ---- |
| 157  | ↘125 | ↘110 | ↗166 | ↘0   | ↗386 | ↘24  |

## История
В XV—XVI вв. в селе существовал Троицкий Березников монастырь, приписанный к Троице-Сергиеву монастырю. После его упразднения находился погост с деревянной церковью, упразднённой в 1773 году, на месте которой была построена часовня Троицы Живоначальной и приписана к храму в Нагорном. В середине XX века сломана.

Церковь св. Троицы в селе Березниках, на речке Талице, построенная изстари, в 1587 г. была «деревянная клетцки, а церковь поставленье и церковное строенье монастырское»— Исторические материалы о церквах и сёлах XVI—XVIII ст.
Село Березняки находилось в Воря и Корзеневом стане Московского уезда в вотчине Троицы Сергиева монастыря.
В «Списке населённых мест» 1862 года — казённая деревня 1-го стана Дмитровского уезда Московской губернии по левую сторону Московско-Ярославского шоссе (из Ярославля в Москву), в 52 верстах от уездного города и 22 верстах от становой квартиры, при речке Талице, с 22 дворами и 157 жителями (82 мужчины, 75 женщин).
По данным на 1890 год — деревня Морозовской волости Дмитровского уезда с 125 жителями, в 1899 году — деревня Богословской волости Дмитровского уезда, проживало 110 жителей.
В 1913 году — 19 дворов.
По материалам Всесоюзной переписи населения 1926 года — деревня Путиловского сельсовета Путиловской волости Сергиевского уезда Московской губернии в 2,3 км от Вознесенского шоссе и 8,5 км от станции Софрино Северной железной дороги, проживало 166 жителей (85 мужчин, 81 женщина), насчитывалось 32 хозяйства, из которых 31 крестьянское. При деревне были хутор, мельница и школа 1-й ступени.
С 1929 года — населённый пункт в составе Пушкинского района Московского округа Московской области. Постановлением ЦИК и СНК от 23 июля 1930 года округа как административно-территориальные единицы были ликвидированы.
1994—2006 гг. — деревня Царёвского сельского округа Пушкинского района.
С 2006 года — деревня сельского поселения Царёвское Пушкинского муниципального района Московской области.